# Robert Fletcher
Robert Fletcher  (* 23. August 1922 in Cedar Rapids, Iowa; † 5. April 2021) war ein US-amerikanischer Kostümbildner.

## Leben
Fletcher war zwischen 1979 und 1986 für das Kostümdesign der ersten vier Star-Trek-Kinofilme verantwortlich, wofür er auch viermal für den Saturn Award nominiert war. Einmal, für seine Arbeit an Star Trek IV: Zurück in die Gegenwart, wurde er auch ausgezeichnet.
Darüber hinaus entwarf er auch 1986 die Kostüme zu Fackeln im Sturm – II, wofür er eine Emmy-Nominierung erhielt.